# ダニー・ゴーキー
ダニー・ゴーキー（Danny Gokey、1980年4月24日 - ）は、アメリカ合衆国の歌手。ウィスコンシン州ミルウォーキー出身。教会の音楽教師だったが、オーディション番組『アメリカン・アイドル』のシーズン8で3位となり、メジャーデビューを果たした。

## 『アメリカン・アイドル』
オーディション番組『アメリカン・アイドル』地方予選に出場する4週間前に妻ソフィアを亡くす（ソフィアは幼少の頃から心臓が悪く、たびたび手術を繰り返したが甲斐なく合併症で亡くなった）。出場を諦めかけたが、番組のファンだった妻のためにオーディション参加を決断。カンザスシティーで行われた地方予選に、親友のジャマール・ロジャース（ファイナリストには残れなかったが、のちに『ザ・ヴォイス』のシーズン2で活躍した）と共に参加。独特のソウルフルな歌声が審査員に高く評価され、ハリウッド予選へとコマを進めた。
地方予選の段階から注目を集め、セミ・ファイナルのTop36ウィークでマライア・キャリーの『ヒーロー』を歌い、13人のファイナリストの一人となる。審査員のサイモン・コーウェルから「ブルー・アイド・ソウル」と評されたハスキーな歌声と高い歌唱力が人気を博し、優勝候補として番組序盤を引っ張った。本選ではTop11のグランド・オール・オプリ・ウィークにおいて指導者を受けたランディ・トラヴィスに認められたことが、のちのカントリー・ミュージック進出へのきっかけとなった。
序盤から優勝候補と目されていたものの、Top3週で脱落し決勝進出はならなかった。ちなみに優勝した場合にデビュー・シングルとなる「ノー・バウンダリーズ」を手がけていた審査員のカーラ・ディオガルディは、この優勝曲をダニーに歌わせることを想定して書いたと当時言われていたため、ダニーの脱落時には「オーマイゴッド」と、衝撃を隠しきれず何度も繰り返し呟いていた。

### パフォーマンス
| WEEK                     | テーマ                                   | 曲名                                                 | オリジナル                                     |
| ------------------------ | ---------------------------------------- | ---------------------------------------------------- | ---------------------------------------------- |
| オーディション           | 本人選曲                                 | I Heard It A Grapevaine                              | マーヴィン・ゲイ                               |
| ハリウッド               | ソロ 1回目                               | Kiss From A Rose                                     | シール                                         |
| ハリウッド               | グループ・パフォーマンス                 | Somebody to Love                                     | クイーン                                       |
| ハリウッド               | ソロ 2回目                               | I Hope You Dance                                     | リー・アン・ウーマック                         |
| Top36/ セミ・ファイナル1 | Billboard Hot 100                        | ヒーロー                                             | マライア・キャリー                             |
| Top13                    | マイケル・ジャクソン                     | P.Y.T.                                               | マイケル・ジャクソン                           |
| Top11                    | グランド・オール・オプリ                 | Jesus, Take the Wheel                                | キャリー・アンダーウッド                       |
| Top10                    | モータウン                               | Get Ready                                            | ザ・テンプテーションズ                         |
| Top9                     | トップ・ダウンロード                     | What Hurts The Most                                  | ラスカル・フラッツ                             |
| Top8                     | 自分の生まれた年                         | スタンド・バイ・ミー                                 | ベン・E・キング                                |
| Top7                     | 映画挿入歌                               | エンドレス・ラブ (映画『エンドレス・ラブ』より)      | ダイアナ・ロス&ライオネル・リッチー            |
| Top7                     | ディスコ                                 | セプテンバー                                         | アース・ウィンド・アンド・ファイアー           |
| Top5                     | ラット・パック                           | Come Rain or Come Shin (邦題『降っても晴れても』)    | ミュージカル『セント・ルイス・ウーマン』挿入歌 |
| Top4                     | ロックン・ロール デュエット ソロ         | Renegade (クリス・アレンとデュエット) ドリーム・オン | スティクス エアロスミス                        |
| Top3                     | 審査員選曲 (ポーラ・アブドゥル) 本人選曲 | Dance Little Sister You Are So Beautiful             | テレンス・トレント・ダービー ジョー・コッカー  |

## 『アメリカン・アイドル』以降
19 Recordings/RCA Nashville と契約。カントリーシンガーとしてのデビューを決断する。2010年3月2日にはファースト・アルバム『My Best Days』をリリース、発売1週目にしてアメリカ合衆国のビルボード・トップ・カントリー・アルバム・チャートで3位、アルバム総合チャートのBillboard 200でも4位を記録した。ニールセン・サウンドスキャンによると、このアルバムの第1週目の売上枚数は約65,000枚、カントリー歌手がデビューの週に売り上げた枚数としては、1992年にBilly Ray Cyrusが記録した9万枚に継ぐ記録となった。また、この週のデジタル・ダウンロードでの販売数は約19,000、カントリー歌手のデビュー・アルバム第1週目のダウンロード数としての過去最高を記録している。
2011年11月にRCAとの契約を解除。2012年5月にEP『Love Again』を自身のウェブサイトでのみセルフリリースした。
2013年にBMG と契約。 コンテンポラリー・クリスチャン・ミュージックの道へと進出し、音楽活動を本格的に再始動させる。2014年6月にセカンド・アルバム『Hope in Front of Me』をリリース。ビルボードのトップ・クリスチャン・アルバム・チャートの1位に初登場した。また同アルバムからの第一弾シングルとなる「Hope in Front of Me」も、2014年8月にクリスチャン・チャートの1位に上昇し、ともに自身初となるビルボードのナンバーワンヒットを記録した。

## 音楽以外の活動
亡き妻ソフィアの名を冠した慈善団体の代表をつとめ、様々な支援活動を行っている。再婚し、子供をもうけている。自伝も発表している。

## ディスコグラフィ

### スタジオ・アルバム
- My Best Days (2010年)
- Hope in Front of Me (2014年)
- Christmas Is Here (2015年)
- La Esperanza Frente a Mi (2016年)
- Rise (2017年)
- Haven't Seen It Yet (2019年)
- The Greatest Gift: A Christmas Collection (2019年)
- Jesus People (2021年)

### EP
- Love Again (2012年)

### シングル
- "My Best Days Are Ahead Of Me" (2009年)
- "I Will Not Say Goodbye" (2010年)
- "Second Hand Heart" (2011年)
- "Hope in Front of Me" (2014年)
- "More Than You Think I Am" (2015年)
- "Lift Up Your Eyes" (2015年)
- "Mary, Did You Know?" (2015年)
- "Tell Your Heart to Beat Again" (2016年)